# Eberhard Martin Schmidt

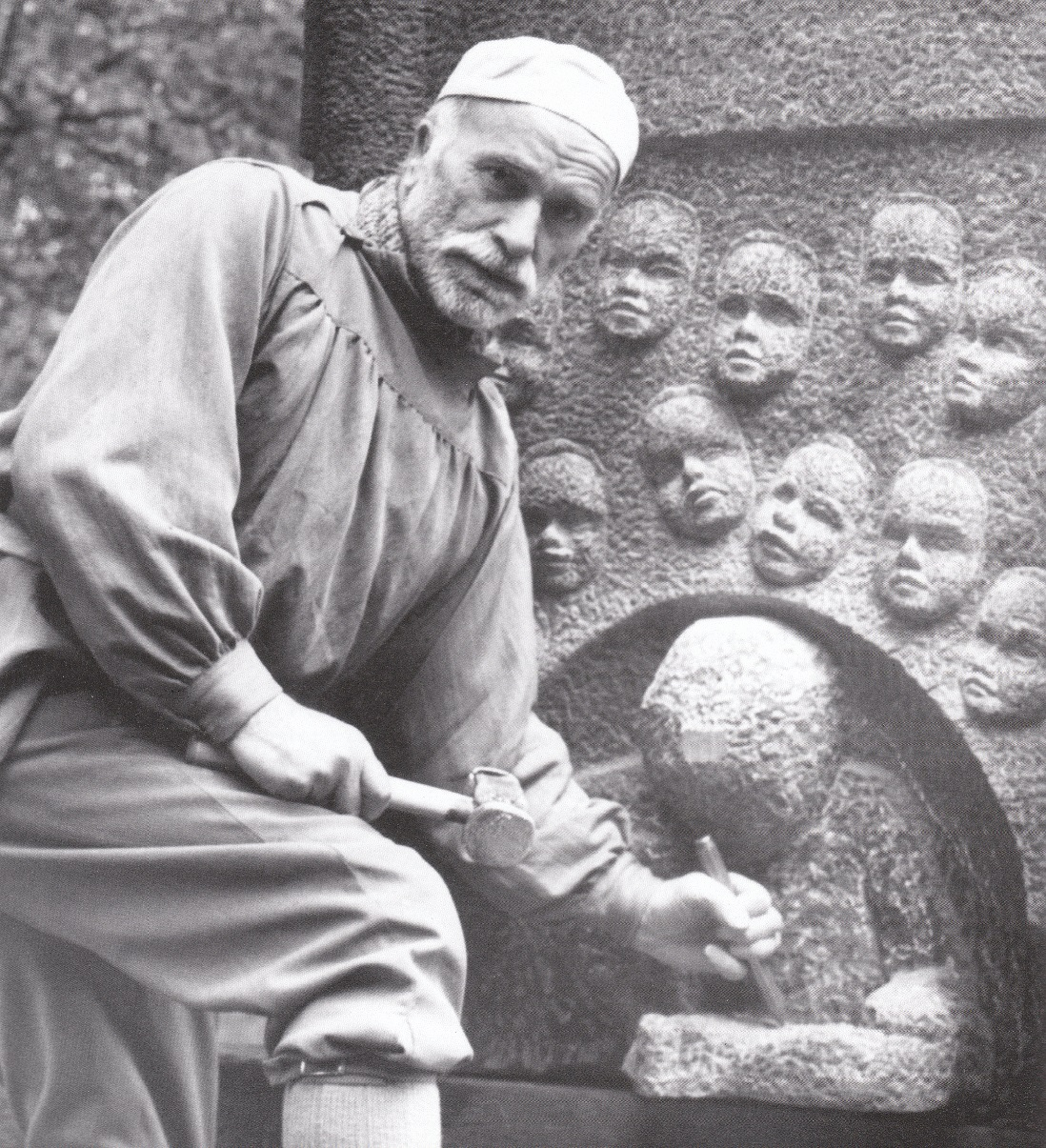
Eberhard Martin Schmidt bei der Arbeit in seinem Atelier, Mai 1991

Eberhard Martin Schmidt (* 10. Mai 1926 in Biberach an der Riß; † 6. November 1995 in Weingarten (Württemberg)) war ein oberschwäbischer Bildhauer, Maler und Grafiker.

## Der Weg zur Kunst

### Kindheit und Jugend
Am 10. Mai 1926 wurde Eberhard Martin Schmidt als Sohn des Stadtpfarrers Ludwig
Schmidt und seiner Frau Julia in Biberach geboren.
Sehr früh, noch im Kindergartenalter, begann er zu zeichnen und mit Plastilin oder Ton zu
modellieren. Diese Neigung verstärkte sich auffallend im Laufe der folgenden Jahre.
Nach dem Besuch der Volksschule in Weingarten – der Vater war hier inzwischen zum Stadtpfarrer ernannt worden – wechselte EMS 1936 in das Altsprachliche Gymnasium in
Ravensburg. Seine Hauptinteressen galten der Kunst und den Naturwissenschaften, vor allem der Biologie und hier wiederum schwerpunktmäßig der Zoologie. Mit zwölf Jahren hing eine Darstellung der Anatomie des Pferdes über seinem Bett; jeden Knochen und Muskel wusste er bis zu seinem Tode auswendig. Das große Berufsziel war Tierarzt. Eingehende Betrachtungen einschließlich mikroskopischer Untersuchungen aller möglicher Lebewesen und das zeichnerische Festhalten der Ergebnisse waren eine sehr wichtige Beschäftigung für den Heranwachsenden. Aus diesen Jahren sind noch einige Skizzen und Fotografien von Bildern, Ton- oder Plastilinfiguren erhalten, die eine außergewöhnliche Fähigkeit der bildnerischen Darstellung aufgrund einer exakten Naturbeobachtung bezeugen. 

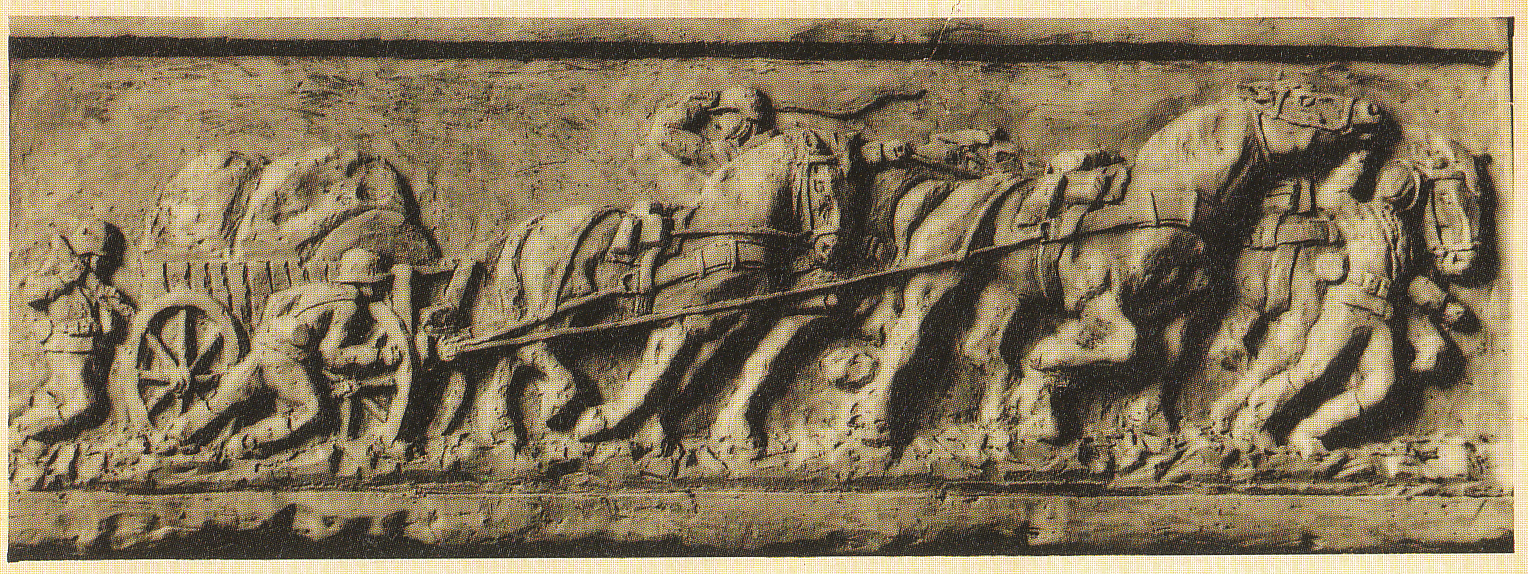
Relief „Nachschub“ von 1942, KJV 037

Auf Anraten eines Kunsterziehers nahm EMS vermutlich als 16-Jähriger an einem gesamtdeutschen Kunstwettbewerb für Schüler teil. Mit einem Tonrelief zum Thema „Nachschub“ soll er im Jahre 1942 als „Großdeutscher Jugendmeister in Plastik“ ausgezeichnet worden sein. Von einem damit in Verbindung stehenden Berlin-Aufenthalt kehrte er wohl sehr nachdenklich heim, insbesondere was die allgemeine inszenierte Stimmung und Situation in der damaligen Reichshauptstadt anbetraf.

### Kriegsdienst und Nachkriegszeit
Mit 17 Jahren als Flakhelfer in Friedrichshafen eingezogen, tagsüber Tacitus im Schulunterricht, nachts Dienst am Geschütz, führten zum damals typischen Notabitur. Anschließend Reichsarbeitsdienst und dann der Übergang zur Wehrmacht kennzeichnen den typischen Lebenslauf in den letzten Kriegsjahren. Nach Militärausbildung und Kriegsschule kam der Kriegseinsatz an der Ostfront, wo EMS im Nahkampf noch Ende April 1945 durch einen Kopfschuss schwer verwundet wurde.
Nach einigen Monaten Lazaretterfahrung in sowjetischer Kriegsgefangenschaft und abenteuerlichen Erlebnissen bei der Flucht, war EMS im Spätherbst 1945 wieder in
Weingarten. Auch aus den folgenden Monaten, die vorzugsweise der Regenerierung und der Stabilisierung seiner Gesundheit dienten, existieren Skizzen, kleine Gemälde ausgeführt mit irgendwelchen, oftmals schäbigen und irgendwo aufgetriebenen Malmaterialien. Nach wie vor galt als Berufsziel die Tiermedizin. An der Universität Tübingen war es möglich, als Vorbereitung darauf Zoologie zu studieren. EMS bewarb sich dort, machte auch im damaligen Zoologischen Institut durch seine Zeichnungen auf sich aufmerksam. Nach einigen Wochen setzte sich aber die Erkenntnis durch, dass ihn Anatomie und Morphologie von Mensch und Tier sehr stark faszinierten, aber letztlich nicht die Pathologie.
EMS kehrte, zum Entsetzen seiner Umwelt, der Universität den Rücken, kam nach Weingarten zurück und wollte Bildhauer werden. Bei verschiedenen Steinmetzen und in
steinverarbeitenden Betrieben der näheren und weiteren Umgebung machte er Praktika. Er lernte die Vielfalt der Steine als Material und Ausdrucksmittel kennen, beschäftigte sich eingehend mit Schriften, fertigte Steinskulpturen und bearbeitete Grabsteine. In dieser Zeit eignete er sich profunde Kenntnisse in der praktischen Bildhauerei an.

### Erfahrung mit Professor Staneika
Immer wieder suchte er künstlerischen Austausch und Anregungen bei Diskussionen in Kunstakademien und bei deren Professoren zu finden und kehrte jedes Mal enttäuscht vom festzementierten Akademiebetrieb zurück. In der Zwischenzeit hatte EMS Professor Adalbertas Staneika kennengelernt, ehemaliger Direktor der Kunstakademie in Kaunas/Litauen. Als gleichzeitig hoher Diplomat politisch verfolgt, hatte es ihn in den Kriegswirren nach Ravensburg verschlagen. EMS wurde Privatschüler von Professor Staneika bis zu dessen Auswanderung nach Amerika im Jahre 1949.
„Nach dem zweiten Weltkrieg, als ich meine Laufbahn als Bildhauer begann, brachte mich mein glücklicher Stern mit Professor A. Staneika zusammen, der damals in Ravensburg lebte. Mehrere Jahre lang war ich sein Schüler. Während jener Zeit führte mich Staneika in neue Dimensionen des Lebens ein. Was das Zeichnen anbetrifft, bin ich Staneika dankbar, dass er mir eine sehr ausdrucksstarke und solide Technik vermittelte. Seine Korrekturen und Anweisungen, verbunden mit künstlerischem Realismus gruben eine so deutliche Spur, dass bis in meine letzten Arbeiten seine Fußstapfen sichtbar sind......“
Neben der Verwirklichung eigener Ideen ist diese Epoche eine Zeit intensiver Schulung anhand von Portraitzeichnungen, unzähligen Studien und Kopien von Klassikern. In der Malerei sind es bevorzugt Farbstudien in impressionistischer Manier.

### Wanderjahre

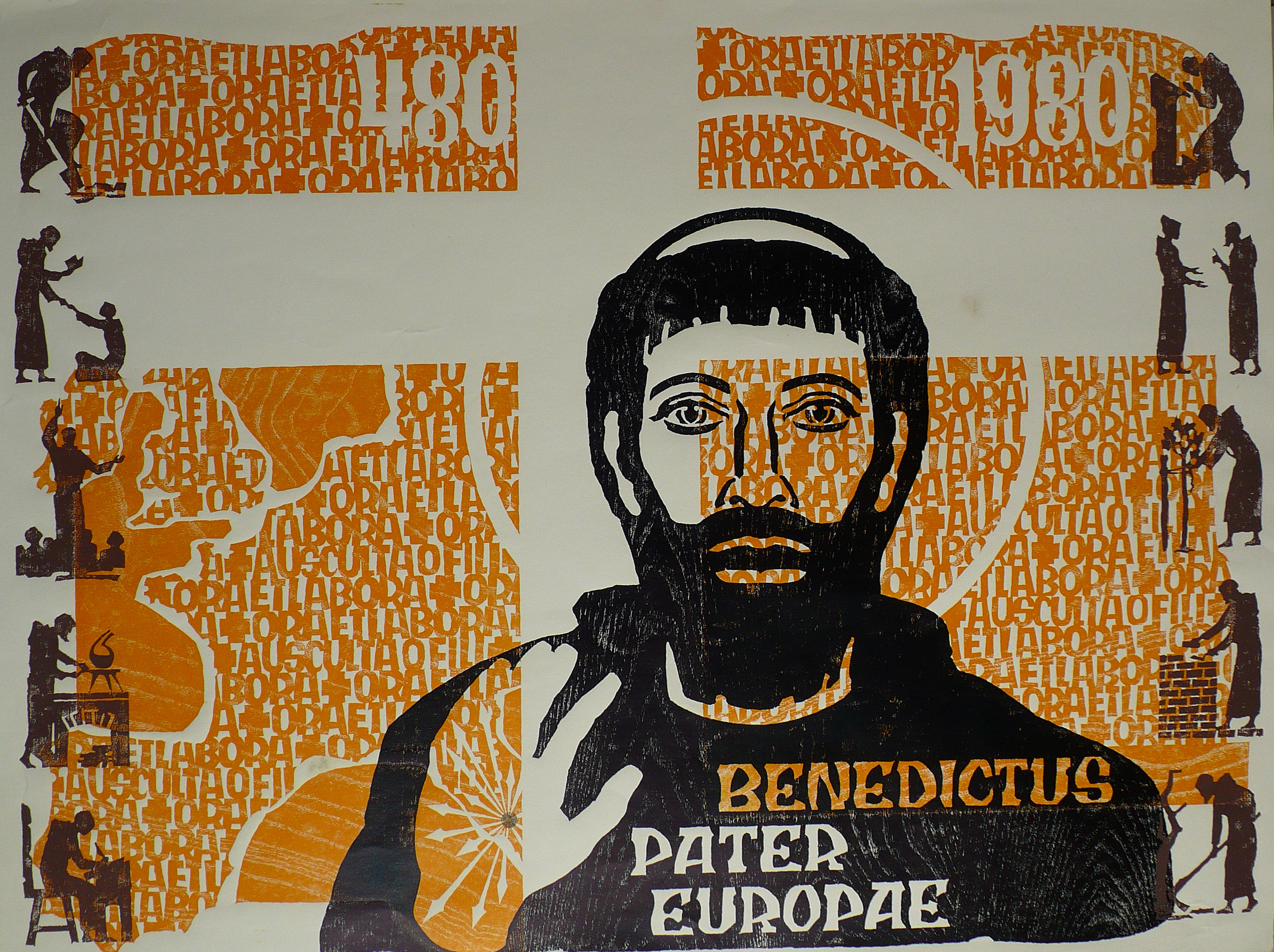
EMS: Benedictus Pater Europae, Holzschnitt, 1980, WVZ 0261

Es folgen Anfang der Fünfziger die „Wanderjahre“. Wesentliche Eindrücke brachten monatelange Reisen nach Italien, die EMS – überwiegend zu Fuß – u. a. über Venedig, Mailand, Florenz, Carrara, Rom bis nach Neapel führten. Sein Hauptinteresse galt neben der Landschaft natürlich der Kunst, insbesondere der Antike, der Romanik und der Meisterwerke von Renaissance und Barock, die er an Ort und Stelle eingehend studierte. Immer wieder praktizierte er bei Steinmetzen oder auch in den Steinbrüchen von Carrara, um sich mit Material und Techniken vertraut zu machen. Bei einem längeren Aufenthalt in Monte Cassino (Montecassino) arbeitete er am Wiederaufbau des alten Klosters mit, woraus sich ein lebenslanges Interesse am Ordensgründer Benedikt von Nursia herleitet.
Die Eindrücke ausgedehnter Fahrten in die Niederlande, längere Aufenthalte in verschiedenen Regionen Deutschlands, weitere Reisen in die Alpenländer und immer wieder nach Italien fanden ihren sichtbaren Niederschlag in zahlreichen Bildern, Skizzen und Gedankenaufzeichnungen. Vor allem aber entwickelte sich in diesen Jahren ein eigener Stil mit eigener Technik: Den Skizzen verlieh immer häufiger ein Rötelstift exakte Konturen, die Plastizität steigerte sich, der Bildhauer wurde auch auf dem zweidimensionalen Untergrund unverkennbar. Die Suche nach einer gültigen Form, die nicht nur das naturalistische Phänomen widerspiegelte, sondern für eine dahinterliegende Wirklichkeit durchlässig war, rückte immer mehr ins Zentrum allen künstlerischen Schaffens.

### Das Experiment mit verschiedenen Techniken
In der Malerei tritt ab etwa 1950 anstelle der Öl-Prima-Technik immer häufiger die Harz-Lasur-Technik, eine Abwandlung der Techniken Tizians und Rembrandts, die durch ihre Vielschichtigkeit eben auch andere Farbtransparenzen erlaubt als ein deckendes Verfahren. Analog werden ab da auch die Aquarelle in ihrer Wirkung „durchsichtiger“. Eine neue plastische Ausdrucksmöglichkeit findet EMS etwa Mitte der fünfziger Jahre in der Keramik. Im Gegensatz zur klassischen Bildhauerei, die die Figur aus dem Material herausschält, fasziniert ihn das Additive, Aufbauende. Neben Vasen und Schalen entstehen so zum Beispiel eine zusammengehörende Reihe von sechzehn Terrakotten, weiblichen Figuren in Statuettengröße, die – benannt nach dem griechischen Alphabet – in ihrer formalen Gestaltung die Ausdrucksvarianten weiblicher Psyche ausloten.
Im Laufe der folgenden Jahre sind es monumentalere Tierplastiken, große Gefäße und vor allem immer wieder Modelle für Großplastiken, die aus Ton in Aufbautechnik geformt und gebrannt werden.

### Die Ästhetik der Schrift und philosophische Betrachtungen

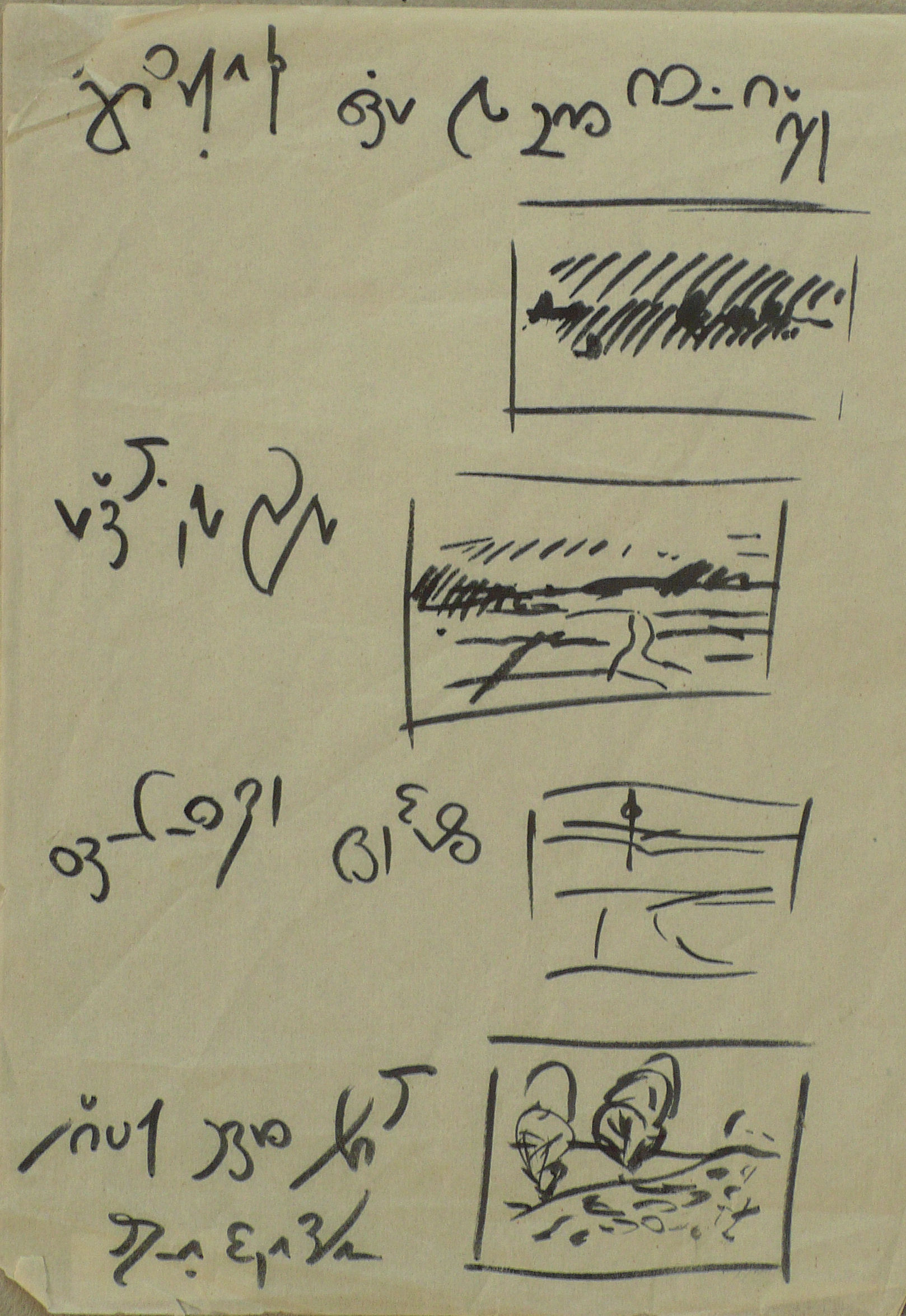
Aquarellkompositionen, 1951, WVZ 1303. Die eigens von ihm entwickelte Schrift fand ab dieser Zeit immer mehr Verwendung in EMS' Werken.

In dieser Zeit um 1952 entwickelt EMS auch seine persönliche Schrift, Buchstaben und Zahlen nach eigenen ästhetischen Vorstellungen, die er fortan für künstlerische Notizen, aber auch für allgemeine Aufzeichnungen verwendet.
Neben den bildnerischen Darstellungen entstehen in den kommenden Jahren immer häufiger umfangreiche Abhandlungen zu philosophischen und gesellschaftlichen Problemen, wie etwa „Der Staat ist Dämonie“, „Das Böse als Problem der Gesellschaft“, „Der Tod als Problem der Gesellschaft“, über Freiheit und Friedensforschung. In „Gespräche im Dunkeln“, diskutieren bekannte, längst verstorbene Persönlichkeiten in fiktiven spannenden Dialogen über heute noch hoch aktuelle Fragestellungen.

### Erfahrungen in Indien
In den Jahren 1963 / 64 trägt ein längerer Aufenthalt in Indien mit seiner Frau wesentlich zur Erweiterung künstlerischer und weltanschaulicher Erfahrungen bei. Nach wochenlanger Seereise geht die Fahrt von Bombay nach Hyderabad, wo EMS einige Monate lang im College of Fine Arts and Architecture (heute Jawaharlal Nehru Architecture and Fine Arts University) arbeitet. Intensive Gespräche mit Studierenden und Kollegen über alte und moderne Kunst, über Religion, tradierte Vorstellungen und Lebensstile geben nachhaltige Einblicke in andere Lebens-, Glaubens- und Ausdrucksformen. Eine abschließende Reise durch Südindien, durch Dschungel- und Küstenlandschaften, in Kultur- und alte Tempelstädte vertiefen diese Eindrücke.

### Die erste Ausstellung
Wieder zurück in Deutschland, zeigt sich diese anhaltende Resonanz in einer Fülle von Skizzen, Bildern, Plastiken. Im Herbst 1964 arrangiert EMS seine erste von ihm konzipierte große Kunstausstellung im Alten Theater in Ravensburg mit etwa 60 Werken, Skulpturen und Bildern. Die Kritiken konnten unterschiedlicher nicht sein. Von großer Begeisterung bis hin zu deutlicher Abneigung waren die Besucher erfüllt. Die unterschiedlichen Reaktionen auf seine Kunst und die daraus resultierende Ablenkung von seiner eigentlichen Aufgabe als Künstler, seine ungeteilte Kraft und Aufmerksamkeit ausschließlich der Realisierung seiner künstlerischen Einfälle zu widmen, führten dazu, dass Eberhard Martin Schmidt sich dazu entschloss, nie wieder zeitlebens eine Ausstellung zu organisieren.

### Dreißig Jahre intensiver Kreativität
Die folgenden Jahrzehnte sind geprägt von intensiven Schaffensperioden in jeder Hinsicht: Die öffentlichen bekannten Großplastiken entstehen, Gemälde, Aquarelle, Skizzen, Entwürfe für ausgeführte oder nur geplante Projekte reihen sich in dichter Folge aneinander, weitere Manuskripte zu philosophischen und gesellschaftlichen Fragen und eine Fülle von Sonetten werden verfasst.
In ORA, einer philosophisch – weltanschaulichen Dichtung, findet EMS eine eigene literarische Form, die in festgefügtem Aufbau, den allgemeinen künstlerischen Schaffensprozess nachzeichnend, alle wesentlichen Lebens- und Glaubensbereiche thematisiert und übergreifende Antworten auf existentielle Fragen sucht. Größere und kleinere Reisen mit der Familie, leidenschaftliche Diskussionen über anstehende politische, gesellschaftliche und religiöse Fragen in aufgeschlossenen Gesprächsrunden, geben unzählige Anregungen, die weiterentwickelt, weitergedacht werden und ihren künstlerischen oder literarischen Ausdruck finden.
In den letzten dreißig Jahren seines Schaffens fand EMS in der Herstellung von Holzschnitten eine dem Bildhauer besonders entsprechende Technik. Die meist mehrfarbigen Holzdrucke – Bibelillustrationen, aber auch Tier- und Märchenmotive – zeigen neue, stilistisch unverkennbare und unverwechselbare Ausdrucksmöglichkeiten.

## Motiv und künstlerische Umsetzung
Die Wahl eines Motivs ist für EMS viel weniger problematisch als dessen künstlerische Umsetzung:
„Der Künstler bedarf keiner besonderen Anreize zum Schaffen. Besondere Motive geben noch keine besonderen Kunstwerke.“(KT, Teil 3).
Und an anderer Stelle:
„Der Künstler muß sich davor hüten, originell wirken zu wollen. Das Studium der Großen verführt leicht zu dieser Tendenz, da dieselben alles was sie anfassen in ihre persönliche Form zwingen. Eine derartige Originalität von vornherein anzustreben ist für jeden Künstler ein Abweg. Wohin man auch vorstoßen wollte, in jeder Richtung ist das maßgebliche Wort schon gesagt. Wollte man eine besonders genaue Zeichnung geben- genauer als Holbein oder Leibl geht´s doch nicht, oder wollte man das letzte an Farbe aus einem Motiv herausholen – van Gogh wird es in einem ´bescheidenen´ Bild schon vorweggenommen haben, der auch das Gedachte, die Kontur, noch mit einer besonderen Farbe bedenkt. Richtung Helldunkel taucht als unüberwindliche Originalität Rembrandt auf. Die Wucht der Komposition kann es auch nicht geben, vor den Fresken Raffaels und Michelangelos würde diese Originalität stecken bleiben, ja wenn man selbst das Ausgefallenste, Unmöglichste, vielleicht sogar Pathologischste ergreifen wollte, um diese Originalität zu erlangen – irgendein Picasso, Paul Klee oder Chagall hätte auch das vorweggenommen. Ausdenken oder auswählen läßt sich das Originale nicht.“
„Es ist vielleicht das Beste, man nimmt von vornherein als sicher an, dass man irgendwie original ist – sowieso, ohne dass man darauf einwirken kann. Und geht nun umgehend daran, alles zu gestalten, was einem vorkommt: Ein Portrait, eine Landschaft, ein Stillleben; man kann kopieren (möglichst genau und in der Technik des Originals) und das Alles als wollte man immer nur genau das wiedergeben, was einem vor Augen liegt. Aber da hat sich dann meist in allen Arbeiten schon so etwas eingeschlichen an was man gar nicht dachte: eine gewisse Auffassung der Motive, eine Stimmung oder besondere Pinselführung – das ist schon ein wenig original. Jetzt nur nicht so sehr darauf achten, sondern noch naturalistischer arbeiten und keine Angst vor dem Kopieren. Die echte Originalität setzt sich durch und wenn man noch so genau kopiert. Das Wichtigste bei Allem ist: Die eigene Auffassung, die Art und Weise die Dinge zu sehen muss einem selbst die natürlichste und selbstverständlichste sein, wenn sie auch für andere als sehr extrem erscheint. Sieht man wirklich so und empfindet so, dann bleibt die Originalität echt.“(KT, Teil 4)
Die Forderung einer naturalistischen Darstellung schließt bei EMS bereits eine künstlerische Sehweise mit ein und hat nichts mit photographischer Genauigkeit zu tun. Es geht immer darum, die Naturvorgaben so zu abstrahieren, dass ein Sublimat des Wesentlichen entsteht:
„Da der Künstler einen Rahmen setzt, muss er auch innerhalb des Rahmens die Konsequenz ziehen und nicht einfach ein Stück Natur geben. Das muß eingezwängt oder ausgeschnitten wirken. Die Erfindung der Photographie ist für die Kunst sehr von Vorteil. Ein Photo verstärkt den Kontrast zwischen falscher und echter Kunst.“ (KT; Teil 2).
Und an anderer Stelle:
„Das Naturalistische an einem Bild darf nicht auffallen. Es fällt aber auf, wenn es falsch ist.“(KT, Teil 2).
In Bezug auf eine Plastik gilt dasselbe:
„Körperlehre ist Anatomie, Proportion und Bewegung. Soll in der Kunst nicht auffallen. Fällt aber auf, wenn es falsch ist.“(KT, Teil 2)

### Das Absurdum
Aus allen Bemerkungen klingt die tiefe Abneigung von EMS, naturgegebene Formen, die für ihn von unnachahmlicher Vollendung sind, zu vergewaltigen. Dass er nie mit einem platten Naturalismus auskommt, zeigen auch die folgenden Passagen:
„Zu einem Bild gehört ein Absurdum. Die Komposition läßt dieses Absurdum als natürlich erscheinen. Gelingt es einem Künstler eine Landschaft mit photographischer Genauigkeit darzustellen, so wird das vielleicht eine gute Studie sein, zu einem Bild fehlt das gelöste Absurdum, wie z. B. ein grüner Himmel über blauem Kornfeld in einer v.Gogh´schen Farbkomposition durchaus natürlich erscheint. Oder man beobachte einmal die Mäntel, Mützen, Waffen usw., die Rembrandt seinen biblischen Gestalten zulegt. In einem Theaterstück würden sie wohl als so unwahrscheinlich wirken, daß der Eindruck fast ins Lächerliche ginge. Wie anders in den Bildern, d. h. in seinen Bildern, denn es bedarf einer Rembrandt´schen Kompositionskunst, diese Gestalten ins Natürliche, ja ins Erhabene zu rücken. Es ist unter Absurdum nicht etwas Abwegiges oder Exaltiertes zu verstehen, sondern eher ein Unvorstellbares, bisher noch nicht Verwirklichtes......“(KT, Teil 3).
„Der Feind des Künstlers ist das Konventionelle. Man muss einen originellen Ausschnitt finden, nie wie eine Postkarte. Lieber ad absurdum treiben, man sieht dann schon und kann harmonisieren...“ (KT, Teil 1)
Bei allen großen oder kleinen Unternehmungen führte EMS stets Skizzenblöcke mit. War mal keiner zur Hand, so tat´s auch irgendein Stück Papier, oft einseitig beschrieben oder bedruckt. Die Blätter sind voll direkter Eindrücke spontaner Erlebnisse, Besonderheiten oder irgendwelcher formaler oder farblich neu gesehener Details. Die Motive für Aquarelle oder Gemälde dagegen sind sehr sorgfältig ausgewählt und sind als Gesamteindruck, als das Wesentliche eines Menschen, einer Landschaft, einer Tierspezies oder irgendeiner Sache zu begreifen.

### Das Aquarell

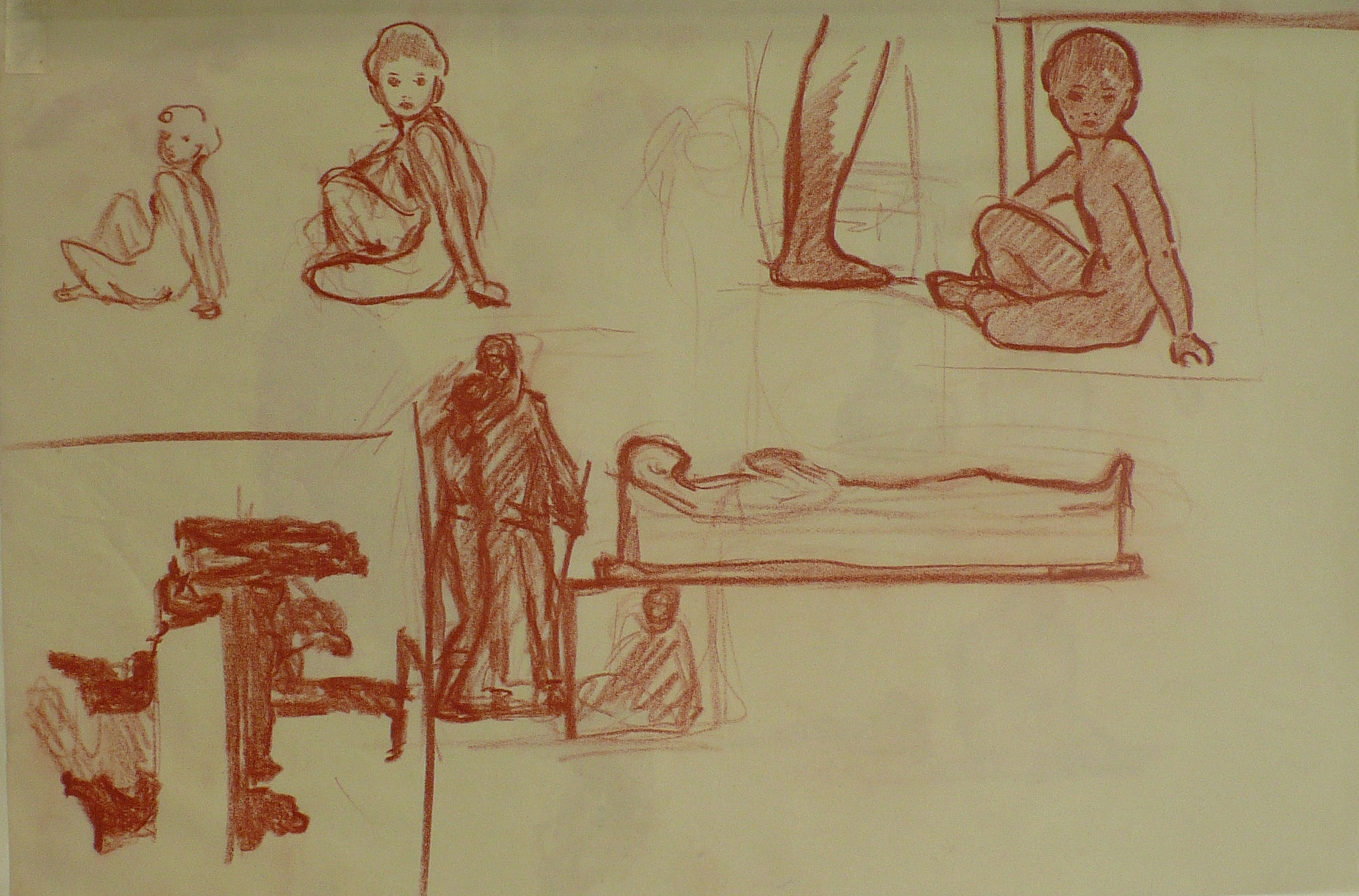
Figurenstudien, Skizzenblock XII, 1956, WVZ 1785
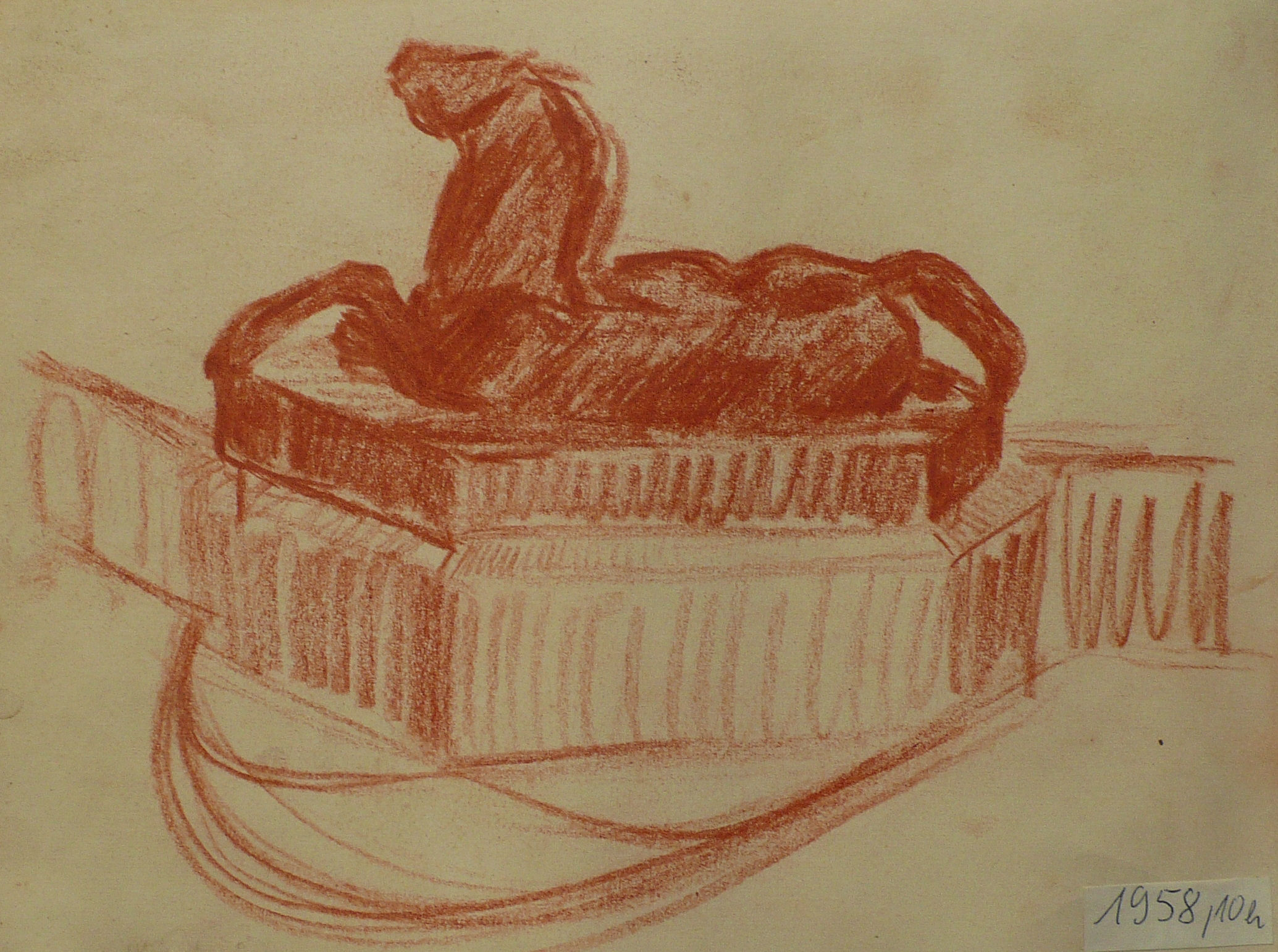
Wildpferdfohlen, Entwurf für eine Skulptur, Skizzenblock XIV, 1959, WVZ 1958
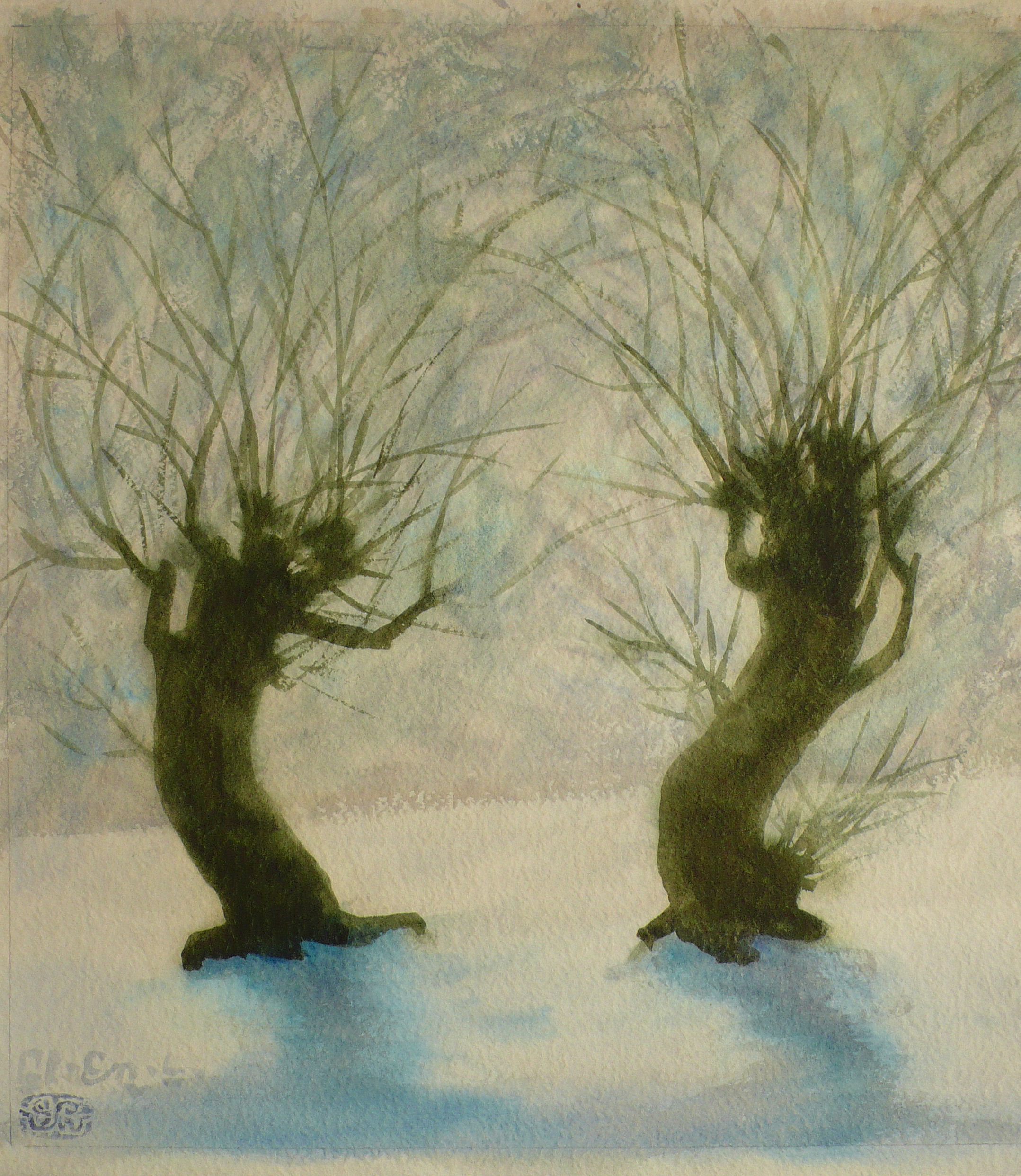
Zwei Weiden, Aquarell, 1962, WVZ 0348
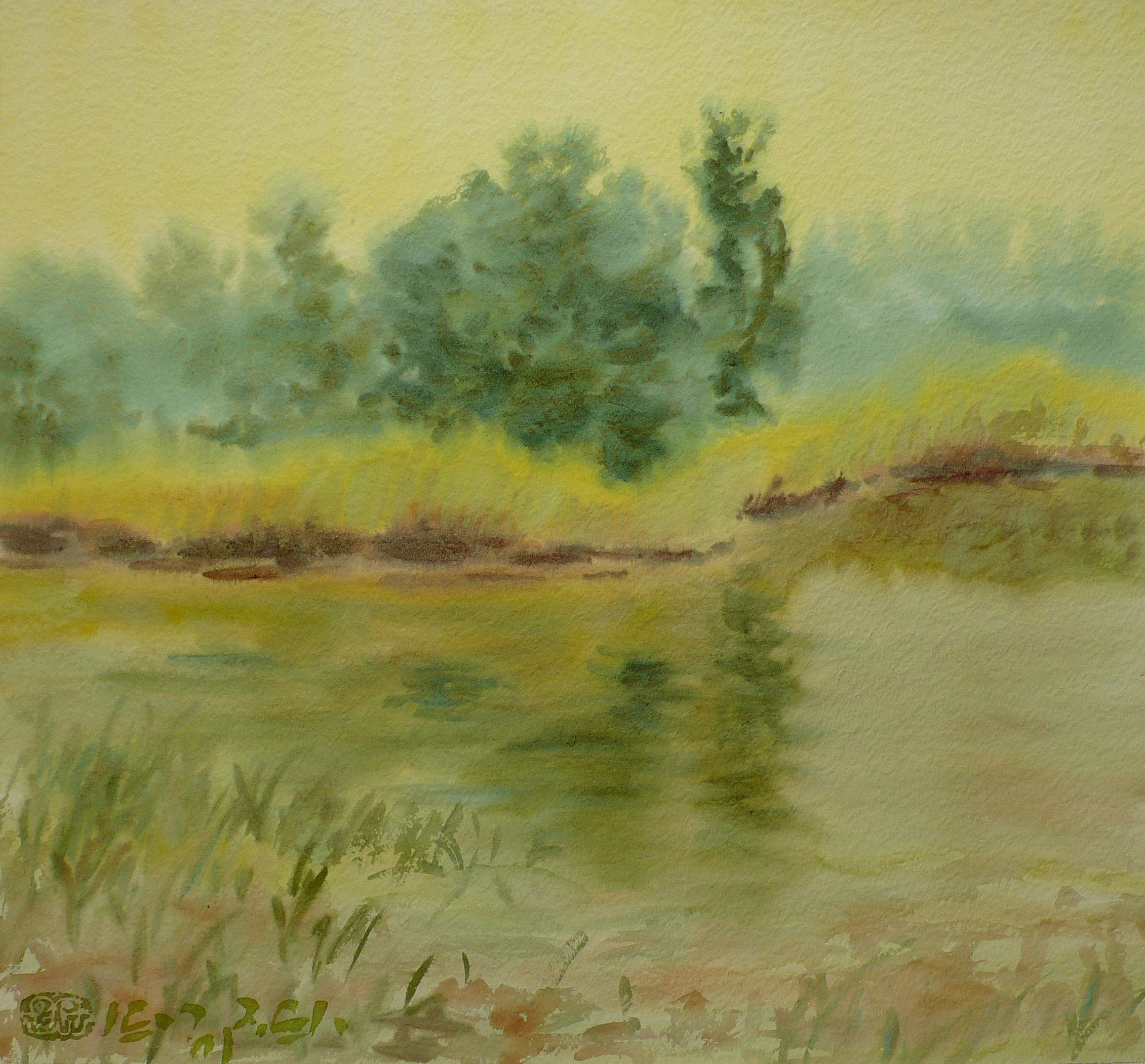
Torfstich, Aquarell, 1962, WVZ 0319

So etwa entstand während eines ganzen Jahres an jedem Wochenende ein Landschaftsaquarell, das farbliche und stimmungsmäßige Eindrücke im Verlauf der sieben Tagen gewissermaßen komprimiert festhielt. Die Woche über wurden nebenbei Rötelskizzen von Landschaftsformen oft mit Farbangaben, Kompositionsnotizen, Farbstudien als Anhaltspunkte gesammelt. Im Atelier entstand dann innerhalb kürzester Zeit – oft weniger als einer halben Stunde – eine gültige Lösung.
„Kunst ist Beschränkung, Verzicht. Man kann nie alles zeigen. Man muß auf das eingehen, was lockt....“ (KT, Teil 2).
So stehen mal die besondere Färbung des Himmels, Weidenbüsche im nassblauen Februarschnee, jahreszeitlich typische Wolkenbildungen, Kastanien in Blüte oder der Spiegel eines Waldsaums in einem Tümpel für die Charakterisierung einer Woche. Dass sich aus dieser Beschäftigung wiederum farbliche Gesetzmäßigkeiten im Jahreszyklus oder tageszeittypische Farbkonstellationen und Regeln ableiten lassen, ist für EMS zwangsläufig und selbstverständlich. Während die meisten Gemälde für EMS nach dem ersten Durchgang als „fertig“ betrachtet wurden, konnte es bei manchen durchaus sein, dass oft nach Jahren der Hintergrund übermalt wurde, Hände einen etwas anderen Ausdruck erhielten, Farben leichte Veränderungen erfuhren.

### Die Plastik

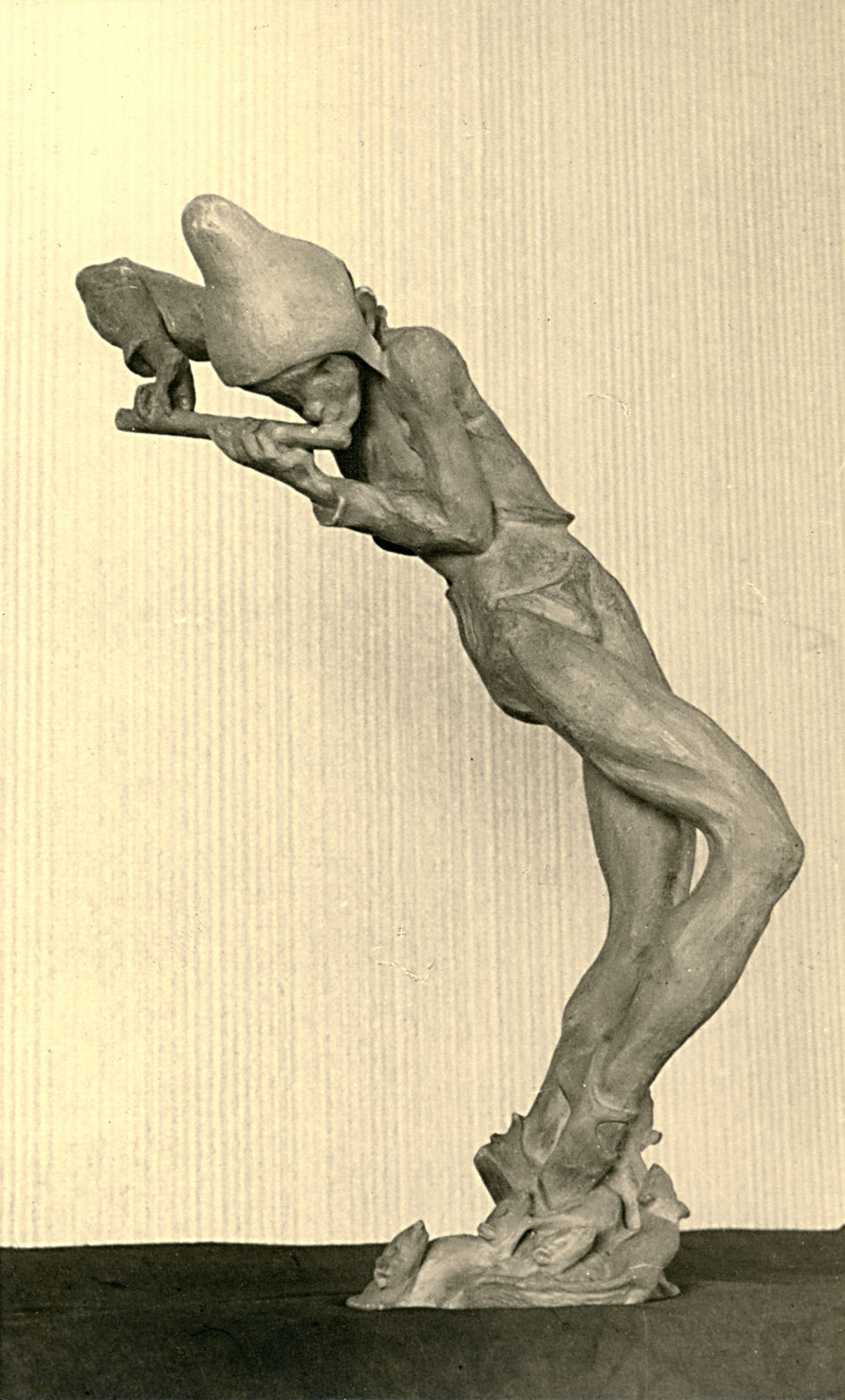
Rattenfänger von Hameln, Keramik, 1949, WVZ 0911
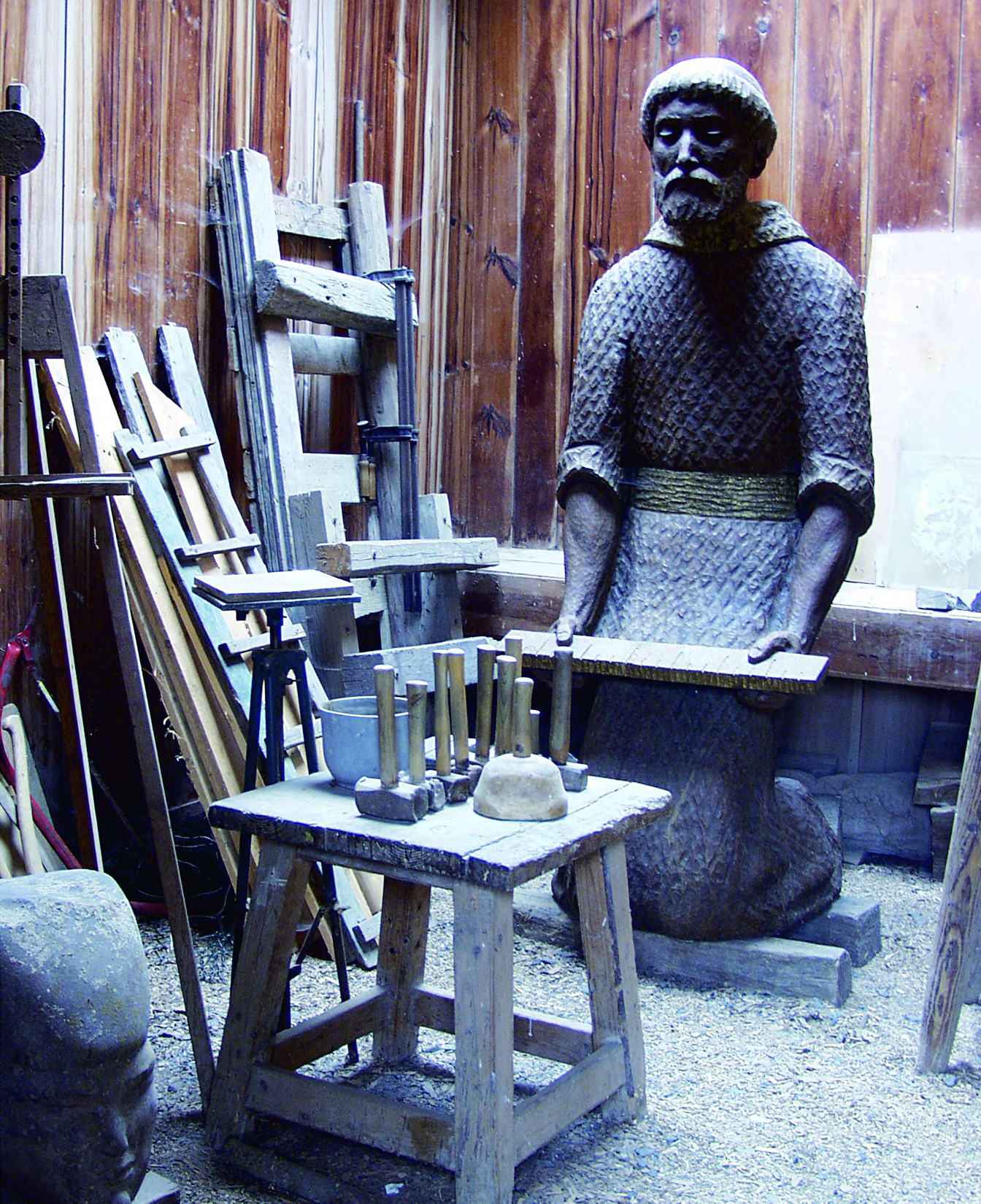
Benedikt von Nursia, Eichenholz, 1980, WVZ 0203
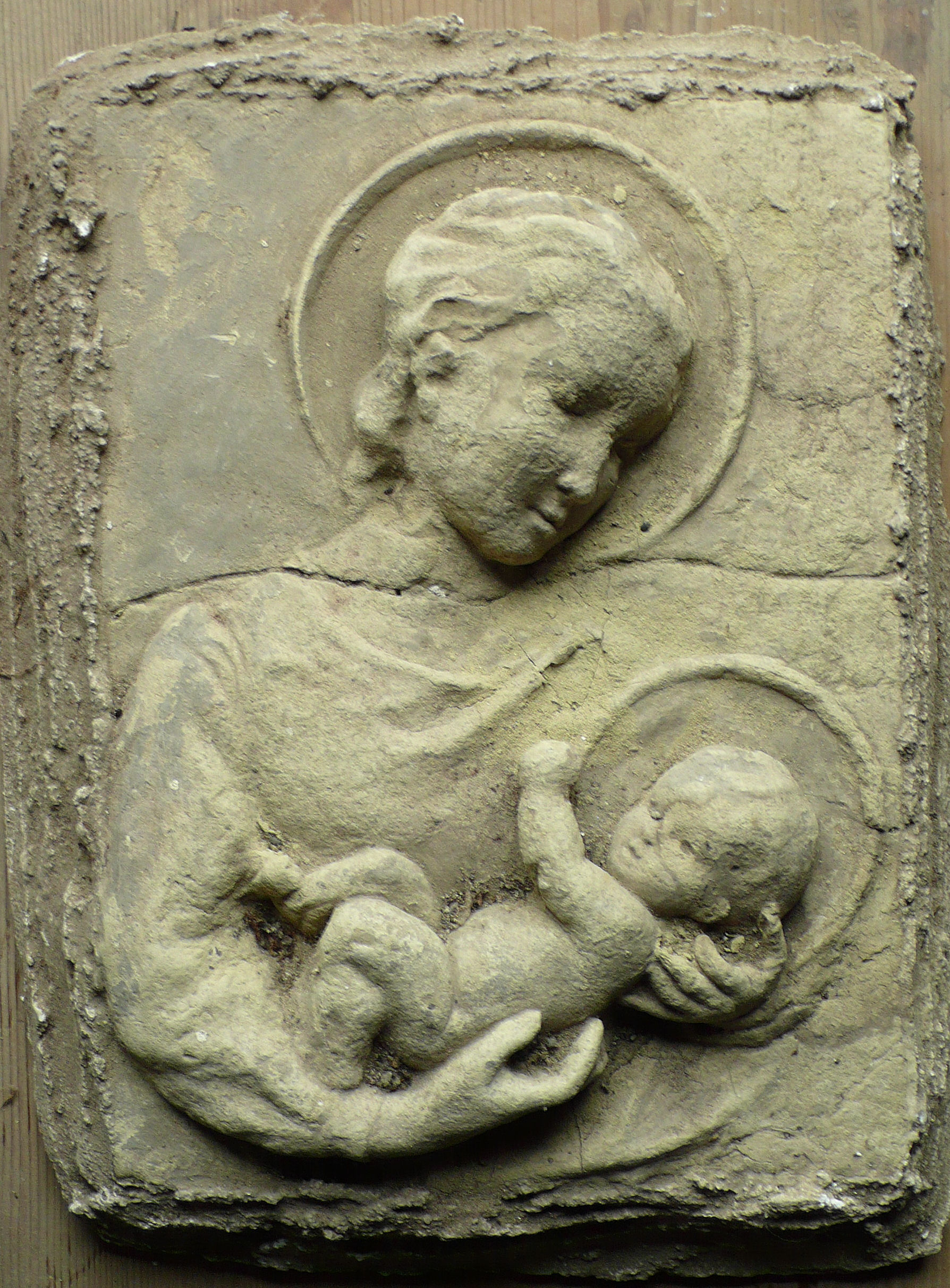
Madonna mit Kind, Modellrelief aus Gips, 1948, WVZ 0232
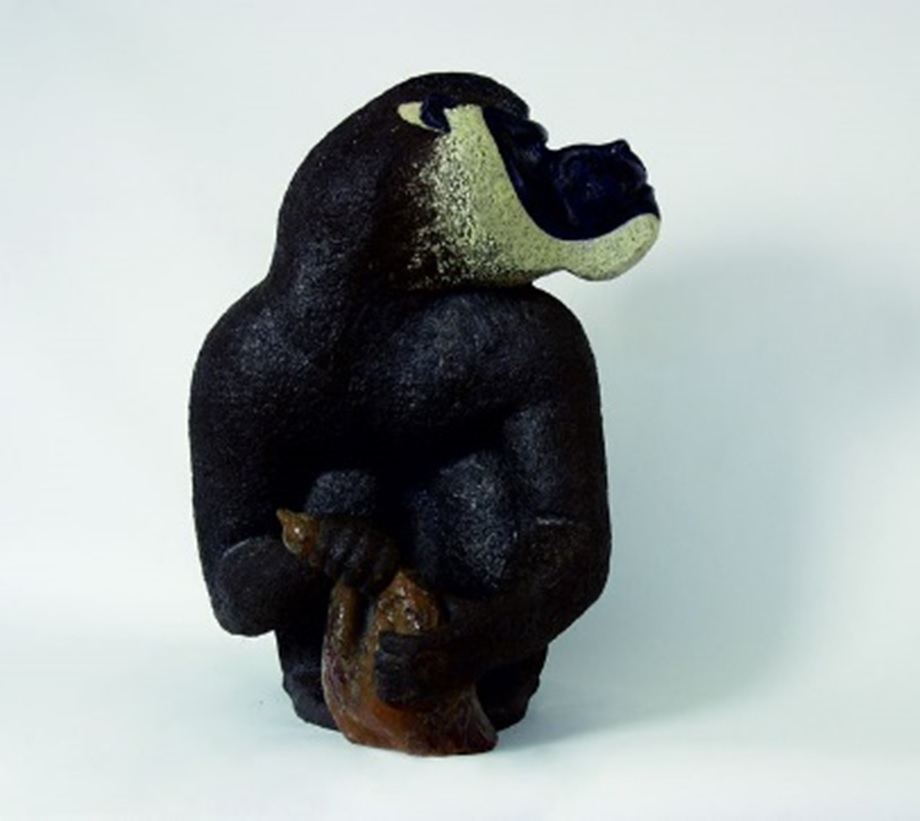
Mandrill mit Vogel, Keramik glasiert, 1973, WVZ 0130
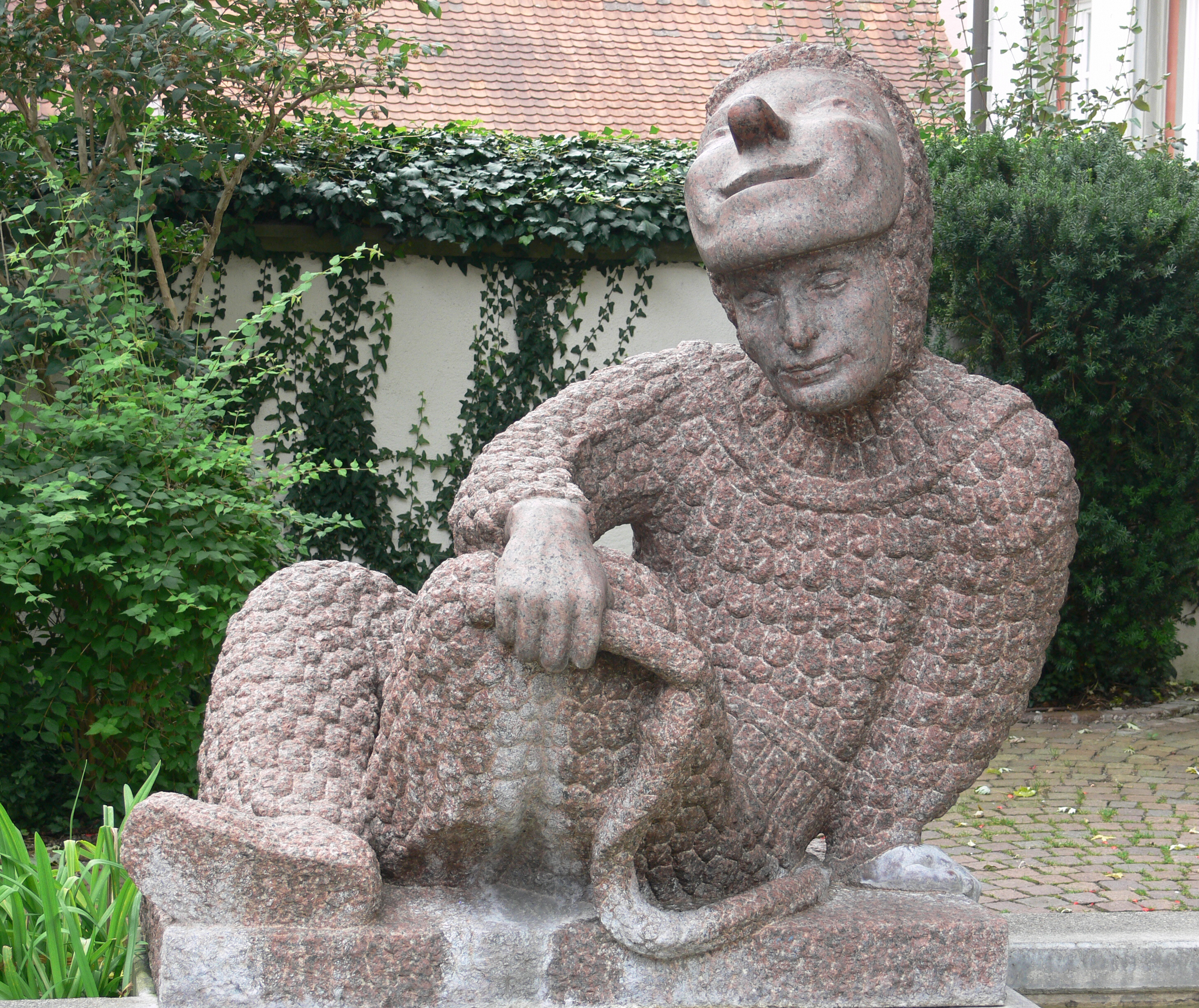
Plätzlerbrunnen in Weingarten, Granit, 1975, WVZ 0237

Plastiken, einerlei ob es sich um Stein-, Holzskulpturen oder Aufbaukeramik handelt, sind stets in einem Zug und ohne Korrekturen gearbeitet. Die Wahl von Material, Technik, Größe, Ausdruck werden im Vorfeld entschieden, wobei Überlegungen zum Format mit an erster Stelle stehen und sich an allgemeinen Regeln orientieren:
„Formate sind nicht absolut, sondern bilden sich an den Motiven. Im Allgemeinen misst man die Formate nach den menschlichen Maßen. So hat ein lebensgroß modellierter Sperling kein ´lebensgroßes Format´, sondern gehört ins Nippesformat....“ (KT, Teil 2).
Für die dreidimensionale Darstellung menschlicher Figuren, aber auch bei Tieren kommen für EMS nur entweder Statuettenformat oder deutliche Überlebensgröße in Frage. Lebensgroße Plastiken wirken zwergenhaft. Bei größeren Skulpturen spielte für EMS der vorgesehene Aufstellungsort eine zentrale Rolle. Oft ging er dorthin, zu verschiedenen Tages- und Jahreszeiten und stellte sich die entsprechende Wirkung vor. In jedem Fall ist der Anspruch, dass eine vollplastische Form keine flaue Ansicht zeigen darf und auch eine seitenverkehrte Betrachtung im Spiegel stimmig sein muss, ein unumstößlicher Grundsatz bei der Arbeit.
„Bei einer Skulptur darf man das Vorne, Hinten, Links und Rechts nicht zu einer unplastischen Form werden lassen. Es hilft dabei nicht, diese Front zu verdrehn z. B. bei einer Büste die Front des Gesichts zu der Brust in einen Winkel zu stellen durch Seitwärtsdrehen des Kopfes. Eine Form muss in sich plastisch gesehen werden...“ (KT, Teil 5)

### Die Basis der Kunst aus der Sicht des Künstlers EMS
„Alles was der Künstler schafft kommt durch den Geist. Die Seele ist unproduktiv. Der Geist ist das einzig Schöpferische. Er schafft alles; durch ihn lebt Alles. Er ist der Anstoß und Erhalter. Er steht außerhalb aller Gesetze, Wirkungen und Formen. Alles andere hat Form, ist im Gesetz und selbst unproduktiv. Die Werke des Künstlers sind Werke des Geistes, der durch ihn gegangen ist. Ein Künstler muss sich möglichst frei von allen Bindungen halten, die seine Seele beanspruchen.“ (KT, Teil 2)

## Post Mortem
- 19. Oktober bis 16. November 2003 Eberhard Martin Schmidt – Skulpturen und Bilder, Ausstellung im Stadtmuseum im Schlössle Weingarten[4]
- 2003 Veröffentlichung der Gedichtesammlung des Künstlers „ORA“ von Frau Dr. Eva Maria Schmidt, Weingarten
- 2012/2013 Ausstellung in der Alten Kirche Mochenwangen
- Frühjahr/Sommer 2013 Ausstellung „Religiöse Plastiken und Bilder“ im Museum für Klosterkultur, Weingarten bei Jürgen Hohl
- Seit Frühjahr 2014 liegt ein vollständiges, bisher unveröffentlichtes, Werkverzeichnis (WVZ) mit über 2000 erfassten Objekten vor. Daneben wurde ein separates Verzeichnis der Kinder- und Jugendarbeiten (KJV) erstellt.